# 絲鰭馬來鰈
絲鰭馬來鰈為輻鰭魚綱鰈形目鰈亞目瓦鰈科的其中一種，為熱帶海水魚，分布於西印度洋南非納塔爾至印度海域，棲息深度20-406公尺，有眼睛的一邊深褐色，有黑色模糊交叉條紋的斑點與斑塊，深色橫帶在尾鰭基底之上，背鰭軟條55-60，臀鰭軟條46-49枚，體長可達19公分，棲息在底層水域，生活習性不明。